# Ejiri en la provincia de Suruga
Ejiri en la provincia de Suruga (駿州江尻 Sunshū Ejiri?) es una estampa japonesa del artista especializado en ukiyo-e Katsushika Hokusai. Fue producida entre 1830 y 1832 como parte de la célebre serie Treinta y seis vistas del monte Fuji, a finales del período Edo. La imagen retrata a varios viajeros en la ruta Tōkaidō avanzando pese a las ráfagas de viento.

## Escenario
La impresión se ubica en la parada Ejiri del camino Tōkaidō, al lado oeste del puerto de Shimizu, en la actual prefectura de Shizuoka. Esta carretera conectaba las ciudades de Edo —ahora Tokio— y Kioto, y el paso por Shimizu era conocido por sus frondosos pinares, conocidos en Japón como Miho no Matsubara. Estos bosques fueron un tema popular durante el período Muromachi, cuando muchos poetas los retrataron en forma de waka y haiku. En contraposición, Hokusai se centra en un lugar discreto de Ejiri, con solo un camino que serpentea a través de un pantano. El fondo queda dominado por el monte Fuji, que se mantiene estático ante el tema en el que se centra el autor: «la insustancialidad del mundo humano frente a las poderosas fuerzas naturales».

## Descripción
Los protagonistas de la impresión son un grupo de viajeros, que caminan sobre un camino serpenteado rodeado de un pantano. Se han visto sometidos a una ráfaga de viento repentina: un hombre intenta recuperar —en vano—, su sombrero que salió volando y una hilera de papeles se han escapado de la mochila de una mujer, cuya ropa movida por el aire le cubre el rostro. Los árboles están inclinados hacia la derecha siguiendo la dirección de la ráfaga mientras sus hojas se desprenden, en tanto los otros transeúntes se agachan y se aferran a sus gorros. Para aumentar la desolación del llano, así como del movimiento, la paleta de colores es limitada y el monte Fuji se levanta inmutable detrás de la escena, dibujado con una sola línea como contorno.